# مری متیوز آدامز
مری متیوز آدامز (۲۳ اکتبر ۱۸۴۰ – ۱۱ دسامبر ۱۹۰۲) نویسنده و نیکوکار ایرلندی‌تبار اهل ایالات متحده بود. او نویسندهٔ بیش از سی سرود مذهبی بود، اما شهرت خود را بیشتر از طریق مطالعاتش دربارهٔ شکسپیر به‌دست‌آورد. پس از ازدواج با آلفرد اسمیت بارنز، به ثروتی چشمگیر رسید و کمک‌های خیریهٔ فراوانی انجام داد.

## اوایل زندگی و تحصیلات
مری جین متیوز در ۲۳ اکتبر ۱۸۴۰ در گرانارد، شهرستان لانگفورد، ایرلند به دنیا آمد. او فرزند ارشد جان متیوز (درگذشته در استتن آیلند، ۱ آوریل ۱۸۶۹)، یک پروتستان، و مادرش آنا (رایلی) متیوز (درگذشته در بروکلین، حدود ۱۸۵۰) بود که کاتولیک بود. تمام فرزندان — مری جین، رابرت، آنا، جان، و ویرجینیا اسکات (متولد نیویورک) — در کلیسای کاتولیک تربیت شدند، اما به‌جز فرزند کوچک‌تر، همگی در سنین پایین از آن کلیسا کناره‌گیری کردند. خانواده حدود سال ۱۸۴۶، زمانی که آدامز شش سال داشت، به ایالات متحده مهاجرت کرد و در بروکلین بزرگ شدند.
آدامز در سن ۱۲ یا ۱۳ سالگی، وارد مؤسسه کالجیِ پکر شد، اما در سال ۱۸۵۵ و در سن ۱۵ سالگی، بدون دریافت مدرک فارغ‌التحصیلی، آنجا را ترک کرد. پس از آن وارد مدرسه‌ای درجه‌بندی‌شده شد.

## زندگی حرفه‌ای
بر پایهٔ روایت‌های خانوادگی، آدامز در سن هفده‌سالگی آموزگار مدرسه بود. اسناد نشان می‌دهند که از سال ۱۸۶۲ تا ۱۸۶۸، او در مدرسهٔ عمومی شماره ۱۵ در خیابان دگرا، بروکلین تدریس می‌کرد.
در پاییز ۱۸۶۹، او با کاسیوس اِم. اسمیت از کاناندیگوا، نیویورک ازدواج کرد و دو سال بعد با او به اچیسن، کانزاس رفت؛ جایی که تنها فرزندش به دنیا آمد و کمتر از یک سال در آنجا زندگی کردند. به‌نظر می‌رسد کاسیوس اسمیت در سال ۱۸۷۶ درگذشت؛ پس از آن آدامز به بروکلین بازگشت و آموزگار دبیرستان نوجوانان شد. شور و اشتیاق همیشگی‌اش به عنوان یک دانش‌آموز، بهترین نمود خود را در تفسیرهایش از شکسپیر نشان داد و در هدایت هوشمندانهٔ خواندنِ توصیف‌های شخصیت‌های او. او با همین مطالعات شکسپیری‌اش به شهرت رسید.
در ۷ نوامبر ۱۸۸۳، با آلفرد اسمیت بارنز، مردی ثروتمند، ناشر سرشناس و نیکوکار ازدواج کرد. همسر اول بارنز (با نام پیش از ازدواج هریت بور) در سال ۱۸۸۱ درگذشته بود و پنج پسر و سه دختر از او برای بارنز به‌جا مانده بود. بارنز در ۱۷ فوریه ۱۸۸۸ در خانه‌اش در بروکلین درگذشت. پس از ازدواج با بارنز، زمانی که آدامز ۴۴ سال داشت، به ثروتی قابل توجه دست یافت و کمک‌های خیریهٔ فراوانی انجام داد. در طول این ازدواج، او به‌صورت شخصی در پشتیبانی از چندین نهاد شایسته که مورد توجهش قرار گرفته بودند نقش داشت — که برجسته‌ترینِ آن‌ها، خانهٔ بیماران لاعلاج و بیمارستان پروتستانی اسقفی سنت جان در بروکلین بود.
در ۹ ژوئیهٔ ۱۸۹۰، در لندن، با چارلز کندال آدامز، رئیس وقت دانشگاه کرنل ازدواج کرد؛ دانشگاهی که پیش‌تر از کمک‌های مالی قابل توجه بارنز بهره‌مند شده بود و آدامز در جریان آن کمک‌ها برای نخستین بار با چارلز آشنا شده بود. در دوران همسری با آدامز، نیکوکاری او عمدتاً در راستای کمک به دانشجویان شایسته، چه در ایتاکا و چه در مدیسن، که با مشکلات مالی دست‌وپنجه نرم می‌کردند، تجلی یافت.
او نویسندهٔ سی سرود یا بیشتر بود که بسیاری از آن‌ها در کتاب‌های آواز گنجانده شدند؛ همچنین بیش از بیست ترانه و تصنیف سرود که چندتای آن‌ها آهنگ‌سازی شده بودند، و نیز اشعار غنایی و سونات‌های بسیار. از میان ترانه‌هایش، محبوب‌ترین‌ها عبارت بودند از: «پرندگان در ناقوس‌خانه»، «ترانه‌هایی که واژه‌ها هرگز نخواهند شناخت» و «به‌زودی بهار بازخواهد گشت». آدامز شاعری بود که اودها و سونات‌های فراوانش ستایش چندین منتقد برجستهٔ انگلیسی و آمریکایی را برانگیخت. آثار منتشرشدهٔ او عبارت‌اند از: آدامز شاعری بود که سرودها و سونات‌های فراوانش تحسین چندین منتقد برجستهٔ انگلیسی و آمریکایی را برانگیخت. آثار منتشرشدهٔ او عبارت‌اند از: «ترانهٔ شب زفاف» (نیویورک و لندن، ۱۸۸۹)، «گروه آوازهای مرئی» (شیکاگو، ۱۸۹۷) و «سونات‌ها و ترانه‌ها» (نیویورک و لندن، ۱۹۰۱). در سال ۱۸۹۳، در کنگره جهانی زنان برجسته، با موضوع «والاترین آموزش» سخنرانی کرد.

## درگذشت و میراث
بیماری آدامز و همسرش سبب شد که در زمستان ۱۹۰۱ به کالیفرنیا نقل مکان کنند. همسرش در ۲۶ ژوئیهٔ ۱۹۰۲، تنها سه هفته پس از اسکان در ملک‌شان در ردلندز، کالیفرنیا، درگذشت. او چند ماه بعد، در ۱۱ دسامبر ۱۹۰۲ از دنیا رفت.
آدامز نه‌تنها هنگام مهاجرت به کالیفرنیا، کتابخانهٔ شخصی بزرگ خود را به جامعه تاریخی کالیفرنیا اهدا کرد، بلکه با جواهرات شخصی‌اش، «صندوق هنر مری ام. آدامز» (به مبلغ ۴۰۰۰ دلار آمریکا) را پایه‌گذاری کرد که برای خرید کتاب‌های هنری برای کتابخانهٔ این جامعه یا آثار هنری برای موزهٔ آن مورد استفاده قرار گیرد. اموال باقی‌مانده‌اش در هنگام مرگ — که چندان زیاد نبود، چراکه سهم او از دارایی‌های بارنز به صورت مستمری بود — همچون اموال همسرش، به دانشگاه ویسکانسین واگذار شد؛ دانشگاهی که او در دههٔ پایانی زندگی‌اش برای رفاه آن کوشیده بود.

## سبک و درون‌مایه‌ها
«سرود شب زفاف» (Epithalamium) را شاید بتوان شناخته‌شده‌ترین شعر او دانست. اشعارش عمدتاً غنایی بودند و درون‌مایه‌هایی همچون عشق، قهرمانی و دین را دربر می‌گرفتند.